# Katarsis (musikgrupp)

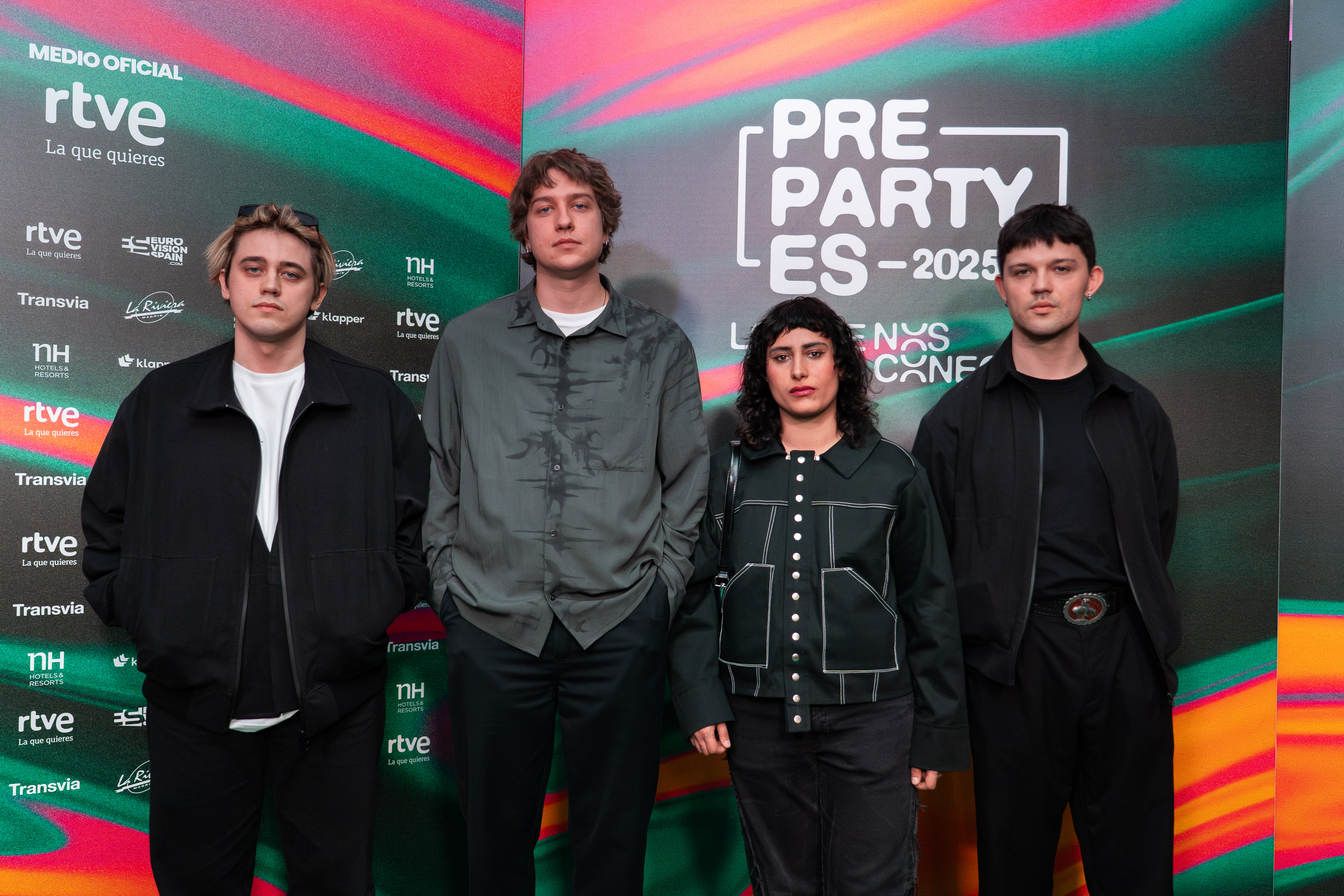
Katarsis 2025.

Katarsis är en litauisk musikgrupp som grundades 2020 i Vilnius. Gruppen, som består Lukas Radzevičius (sång, gitarr), Alanas Brasas (gitarr), Emilija Kandratavičiūtė (bas) och Jokūbas Andriulis (trummor) representerade Litauen i Eurovision Song Contest 2025 med låten "Tavo akys" som slutade på en 16:e plats.